# Schagen
Schagen  è una municipalità dei Paesi Bassi di 18 722 abitanti situata nella provincia dell'Olanda Settentrionale.
Dal 1º gennaio 2013 il suo territorio comprende anche i precedenti comuni di Harenkarspel e Zijpe.